# Genucio Cipo
Genucio Cipo (Latino: GENUCIUS·CIPUS; fl. VI-V secolo a.C.) è un eroe leggendario romano del VI-V secolo a.C., nei tempi iniziali della Repubblica romana.
Parecchi autori classici ne hanno narrato la storia, ma la versione più completa è stata riportata da Valerio Massimo.

## Leggenda di Genucio Cipo
La leggenda vuole che fosse un pretore degli albori della Repubblica Romana, al quale, si narra, capitò un prodigio straordinario: mentre tornava a Roma alla testa del suo esercito vittorioso, volse per caso lo sguardo nell'acqua di un ruscello e vide che la sua fronte era ornata di corna.
Domandato agli aruspici il significato di ciò, apprese che se fosse tornato in città, sarebbe divenuto re: ma affinché ciò non potesse accadere, si impose l'esilio volontario.
Riconoscente il Senato romano gli offrì tanta terra quanta ne poteva lavorare in un giorno. 
In ricordo di quest'avventura, fu scolpita sulla Porta Raudusculana una testa di uomo cornuto.